# Матобо (національний парк)
Пагорби Матобо (англ. Matopos Hills) — геологічне утворення у вигляді нагромаджень гранітних валунів один на одного у вигляді колон або стовпів на території Зімбабве. Зараз місцевість Матобо є національним парком і включена в список Світова спадщини ЮНЕСКО.
Пагорби виявив Сесіль Родс, політичний діяч, який переконав уряд колонізувати ці землі, які були названі Родезією на його честь. Тут Сесіль Родс і був похований.